# Cari Cari
Cari Cari ist ein österreichisches Indie-Rock-Duo, das von der Schlagzeugerin und Sängerin Stephanie Widmer und dem Gitarristen und Sänger Alexander Köck gegründet wurde. Ihre Musik war bereits in den US-TV-Serien Shameless und The Magicians zu hören.
2017/2018 wurde das Duo mit dem XA – Austrian Music Export Award ausgezeichnet. Bei der Amadeus-Verleihung 2022 gewannen sie den FM4 Award. Am 7. März 2025 erschien ihr Album One More Trip Around The Sun. Im Frühjahr starteten Köck und Widmer auch ihre Tour mit mehr als 30 Terminen in den Vereinigten Staaten, Kanada und Europa. Am 5. April 2025 gaben Cari Cari ein FM4-Überraschungskonzert in Klagenfurt.

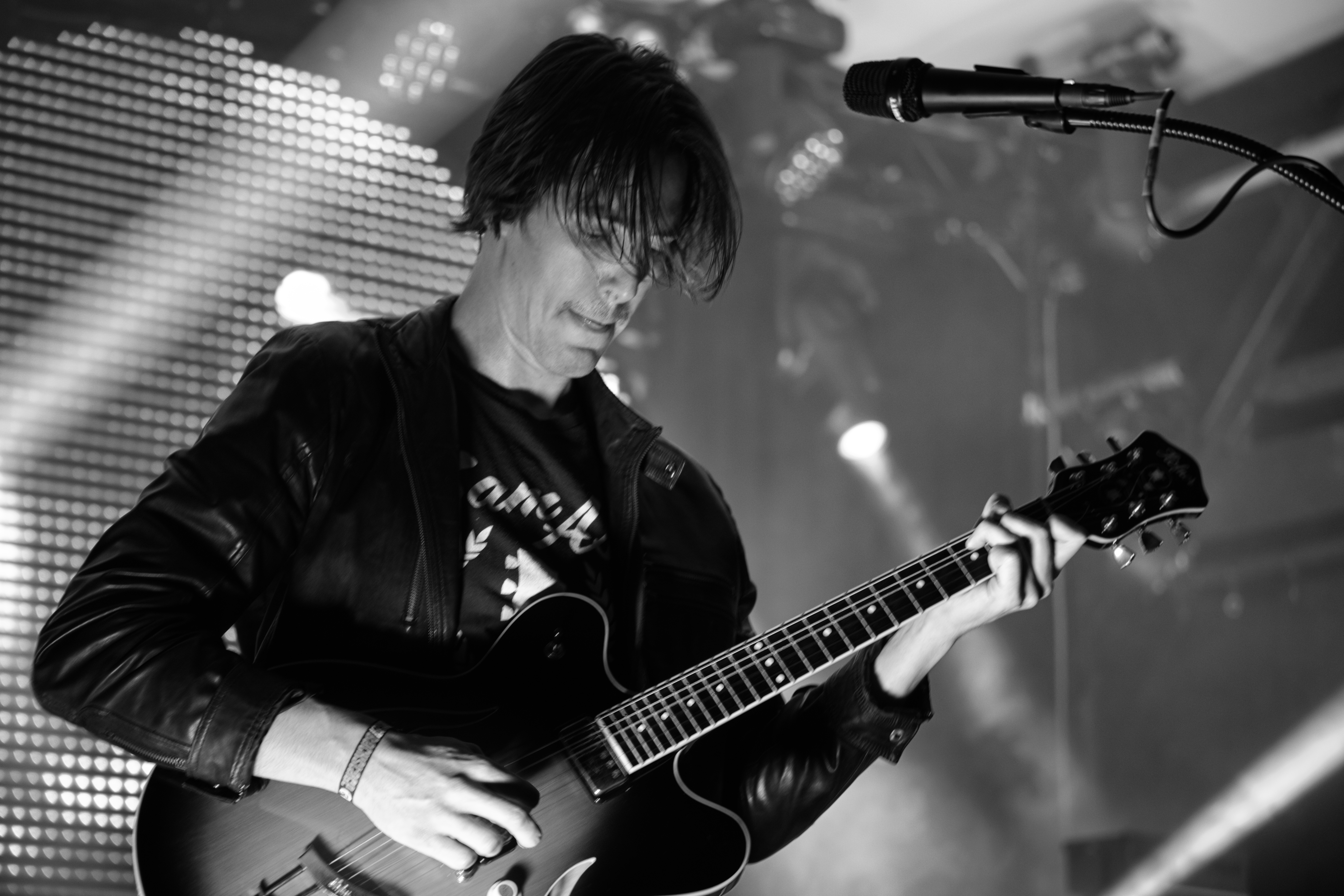
Alexander Köck (OBS 2025)
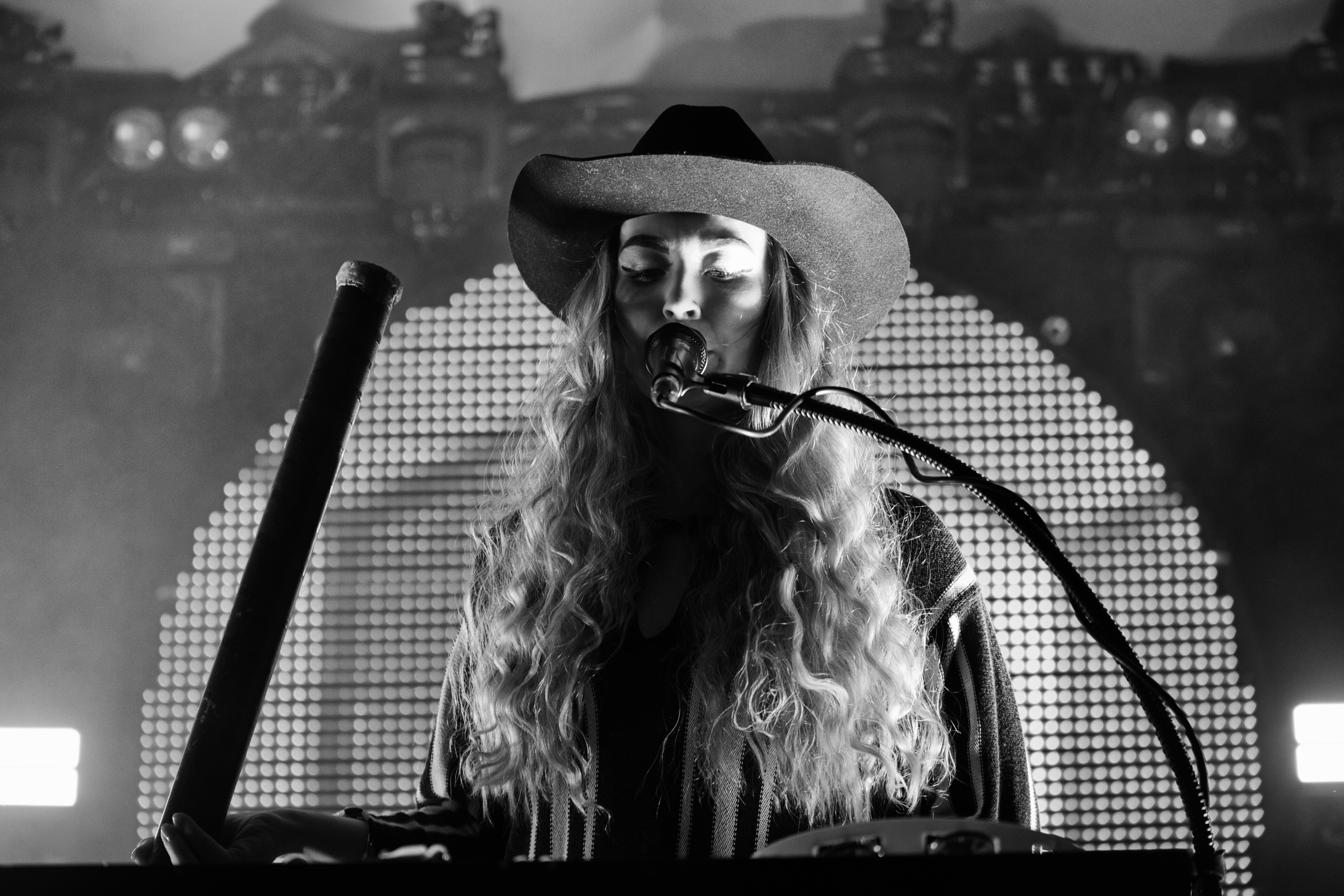
Stephanie Louise Widmer (OBS 2025)

## Diskografie
Alben / EPs
- 2014: Amerippindunkler, EP (Bohemian Vienna)
- 2018: Anaana, Album (Ink Music)
- 2022: Welcome to Kookoo Island, Album (Perla Nera Records)
- 2025: One More Trip Around The Sun

Singles
- 2017: Nothing’s Older Than Yesterday (Ink Music)[10]
- 2018: Mapache
- 2018: Summer Sun
- 2021: Jelly Jelly
- 2021: Belo Horizonte
- 2023: My Grandma Says We Have No Future
- 2024: Farfalla
- 2024: Schmetterling
- 2024: If u know u know
- 2025: One More Trip Around The Sun

## Trivia
Anlässlich der Feierlichkeiten zum 100-jährigen Bestehen von Cari Caris Heimat, dem Burgenland, kritisierte Alexander Köck bei einem eigenen Auftritt öffentlich die geringen Gagen der dort auftretenden studentischen Orchestermusiker.